# Marta Durán de Huerta

Marta Durán de Huerta Patiño es una periodista, escritora y docente mexicana. Actualmente es corresponsal de Radio Francia Internacional en México y profesora en la maestría en Periodismo Político de la  Escuela de Periodismo Carlos Septién García. Es miembra de jurado del premio de periodismo Walter Reuter. Integra el consejo consultivo de Casa Citlaltépetl junto a Juan Villoro, Carmen Boullosa, Blanche Petrich, Vicente Rojo y Bárbara Jacobs.Su trabajo como periodista versa en temas internacionales y derechos humanos. 
Fue colaboradora de la Revista Procesoy  columnista en los suplementos culturales de los periódicos Excélsior, El Día y La Jornada. Corresponsal de Radio Nederland Wereldomroep. Realizó estudios de licenciatura, maestría y doctorado en sociología, con los trabajos de tesis Los orígenes del canto nuevo en México y El desarrollo de la cafeticultura chiapaneca a partir de las plantaciones alemanas, 1880-1994.

Cuando fue colaboradora de la Revista Proceso y corresponsal de Radio Nederland Wereldomroep fue amenazada de muerte e interpuso una queja ante la Comisión de los Derechos Humanos del Distrito Federal y una denuncia penal ante  Procuraduría General de Justicia del Distrito Federal, en mayo de 2014. 

## Obra
- Conversación en la montaña, 2023
- Problemas sociales, económicos y políticos de México, 2008
- Yo, Marcos, 1994
- El tejido del pasamontañas, 1999
- Acteal: navidad en el infierno, 1998